# Деймон Алберн
Деймон Алберн (англ. Damon Albarn, нар. 23 березня 1968) — англо-ісландський музикант, автор-виконавець і композитор. Він є фронтменом рок-гурту Blur та співтворцем і основним музичним учасником віртуального гурту Gorillaz.
Алберн виріс у Лейтонстоуні, Східний Лондон, і в околицях Колчестера, Ессекс, навчався у Стенвейській школі, де познайомився з гітаристом Гремом Коксоном і заснував гурт Blur. Вони випустили свій дебютний альбом Leisure у 1991 році. Провівши довгі періоди в турне по США, на написання пісень Алберна дедалі більше впливали британські гурти 1960-х років. Результатом стали альбоми Blur Modern Life Is Rubbish (1993), Parklife (1994) і The Great Escape (1995). Усі три отримали схвальні відгуки критиків, а Blur здобули масову популярність у Великій Британії, чому сприяло суперництво з Oasis у «битві бритпопу». Такі альбоми, як Blur (1997), 13 (1999) і Think Tank (2003) увібрали в себе впливи лоу-фаю, артроку, електронної та етнічної музики. За ними послідував The Magic Whip (2015), перший студійний альбом Blur за 12 років та The Ballad of Darren (2023).
Алберн створив віртуальний гурт Gorillaz у 1998 році разом з художником коміксів Джеймі Хьюлеттом. Натхненні хіп-хопом, дабом, поп-музикою, трип-хопом та етнічною музикою, Gorillaz випустили свій однойменний дебютний альбом у 2001 році, який здобув світовий успіх, продовжуючи випускати альбоми та гастролювати у 2020-х роках. Алберн залишається єдиним постійним музичним учасником гурту. Серед його інших відомих проєктів — супергурти The Good, the Bad & the Queen та Rocket Juice & the Moon. Він є співзасновником некомерційної музичної організації Africa Express та автором саундтреків до фільмів. Алберн також написав музику до театральних постановок Monkey: Journey to the West (2008), Dr Dee (2012) та Wonder.land (2016). Його дебютний сольний альбом Everyday Robots вийшов у 2014 році, а у 2021 році — The Nearer the Fountain, More Pure the Stream Flows.
У 2008 році газета The Daily Telegraph назвала Алберна 18-ю найвпливовішою людиною в британській культурі. 2016 року Алберн отримав нагороду Айвора Новелло за життєві досягнення від Британської академії поетів-піснярів, композиторів та авторів. 2016 року його було нагороджено офіцером Ордену Британської імперії (OBE) за заслуги в музиці. 2020 року Алберн отримав громадянство Ісландії.

## Ранні роки
Алберн народився 23 березня 1968 року; він є старшою дитиною художника Кіта Алберна та його дружини Хейзел, уродженої Дрінг. Він має данське походження по матері. Їхня дочка Джессіка, яка народилася 1971 року, стала художницею. Хейзел Алберн, родом з Лінкольнширу, була театральним художником-декоратором у театральній компанії Джоан Літтлвуд в Театрі Роял Стратфорд Іст в Лондоні, і працювала над сатиричною п'єсою «Щоденник місіс Вілсон» якраз перед народженням Деймона. Кіт Алберн, родом з Ноттінгемширу, недовгий час був менеджером гурту Soft Machine і одного разу був гостем програми BBC Late Night Line-Up. Він очолював Колчестерську школу мистецтв при Колчестерському інституті.
Дід Деймона по батьковій лінії Едвард, архітектор, відмовився від військової служби з міркувань совісті під час Другої світової війни і брав участь у фермерській громаді в Лінкольнширі, ставши активістом руху за мир. 2002 року він Алберн помер; Деймон заявляв у інтерв'ю, що Едвард не хотів більше жити і вирішив оголосити голодування.

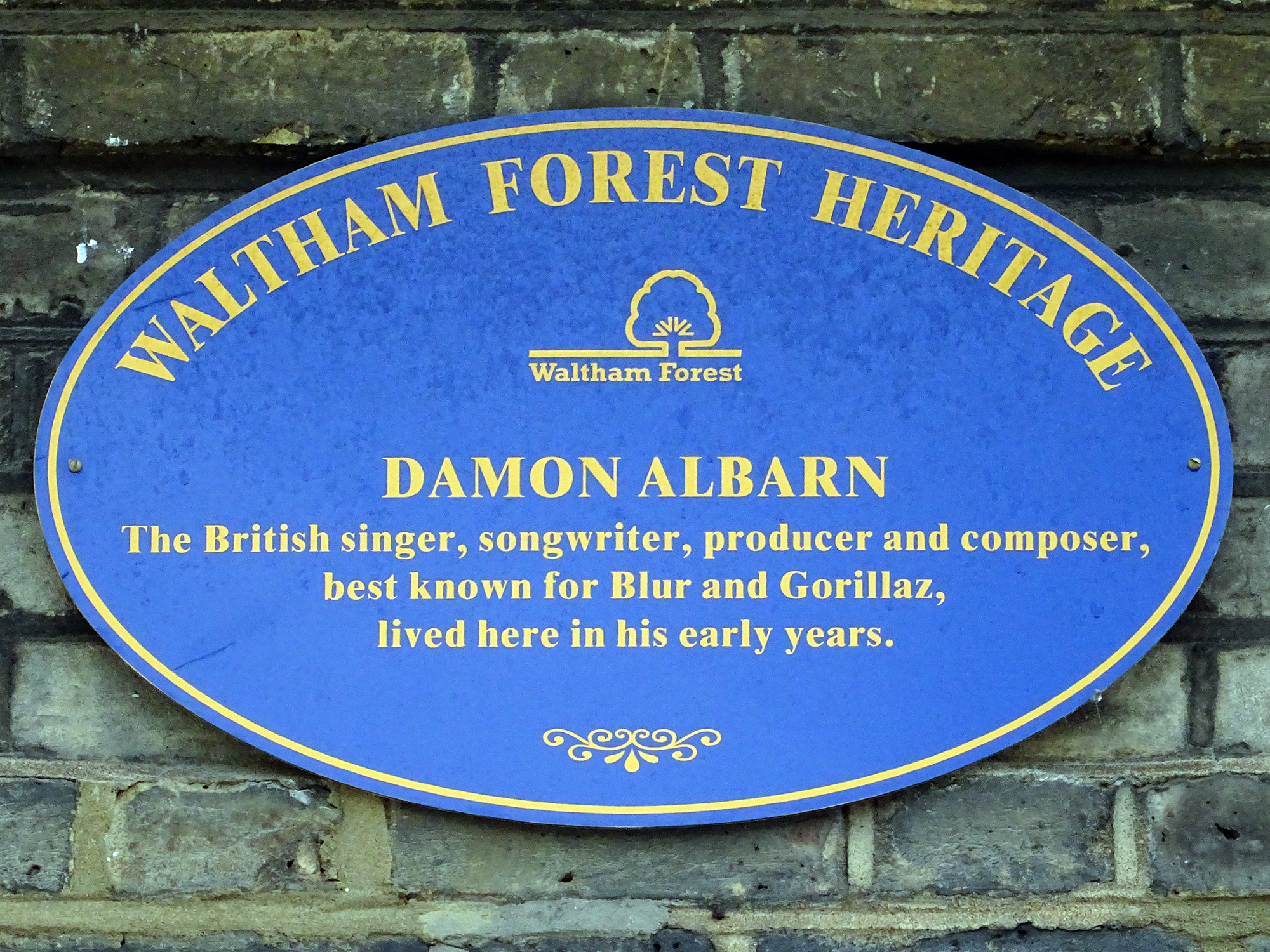
Меморіальна дошка на 21 Fillebrook Road Лейтонстоуна, Східний Лондон, де виріс Алберн

Коли Деймон і Джессіка підростали, їхня сім'я переїхала до Лейтонстоуна у Східному Лондоні. Сім'ю описували як «богемну», а виховання — як «ліберальне». Деймон і Джессіка також були виховані у релігії квакерів. Алберн погоджувався з поглядами своїх батьків, пізніше стверджуючи: «Я завжди думав, що мої батьки були абсолютно праві. Я йшов проти течії у дивний спосіб — постійно слідуючи за ними». Його батьки переважно слухали блюз, індійські раґи та африканську музику. Коли Алберну було дев'ять років, його сім'я на три місяці поїхала у відпустку до Туреччини, а потім оселилася в Олдхем Фордстріт, Ессекс, районі, який Алберн описував як «один з тих бурхливих експериментів Тетчер, де будували безліч невеликих маєтків». Населення цього району було переважно білим, на відміну від етнічно змішаної частини Лондона, до якої він звик. Він описував себе як такого, що «не дуже вписується в політику цього місця».
Алберн цікавився музикою з раннього дитинства, відвідавши концерт The Osmonds у віці шести років. Він почав грати на гітарі, фортепіано та скрипці в юності, а також цікавився написанням музики, одна з його композицій перемогла на загальнонаціональному конкурсі «Молодий композитор року» Деймон і Джессіка відвідували початкову школу неподалік, яку, за словами Деймона, один з учителів підпалював сім разів протягом 18 місяців. Після того, як обидва брати і сестри провалили іспити Eleven Plus, вони почали відвідувати Стенвейську загальноосвітню школу, де Деймон описував себе як «дуже непопулярного» і такого, що «дратує багатьох людей». Проте він зацікавився драматичним мистецтвом і почав грати в різних шкільних постановках. Саме в Стенвеї він познайомився з майбутнім гітаристом Blur Гремом Коксоном, який згадує, що бачив його гру і відчув, що він був «впевненим виконавцем», а також «випендрювався». Перші слова Алберна, звернені до Коксона, були: «Твої броги — лайно, приятелю. Дивись, мої справжні», коли він демонстрував свої шкіряні черевики, модне на той час взуття під впливом Модного відродження. Тим не менш, пара стала добрими друзями завдяки спільній пристрасті до музики, зокрема до таких гуртів, як The Jam, The Beatles, The Human League, XTC та Madness. Алберн також вважав The Specials та Fun Boy Three одними з перших, хто вплинув на нього, а Джона Леннона — на те, що він взявся за написання пісень.
Вивчав акторську майстерність у школі акторської майстерності East 15 у Дебдені, але покинув її після першого року навчання. Після закінчення театральної школи він уклав контракт на продюсування та менеджмент з Марійке Бергкамп і Гремом Холдевеєм, власниками студії звукозапису Beat Factory, де учасники Blur, тоді ще знані як Seymour, робили свої перші записи. Його першою групою був синті-поп гурт Two's a Crowd. До Blur він грав у Aftermath і Real Lives.

## Музична кар'єра

### Blur

#### Формування таLeisure

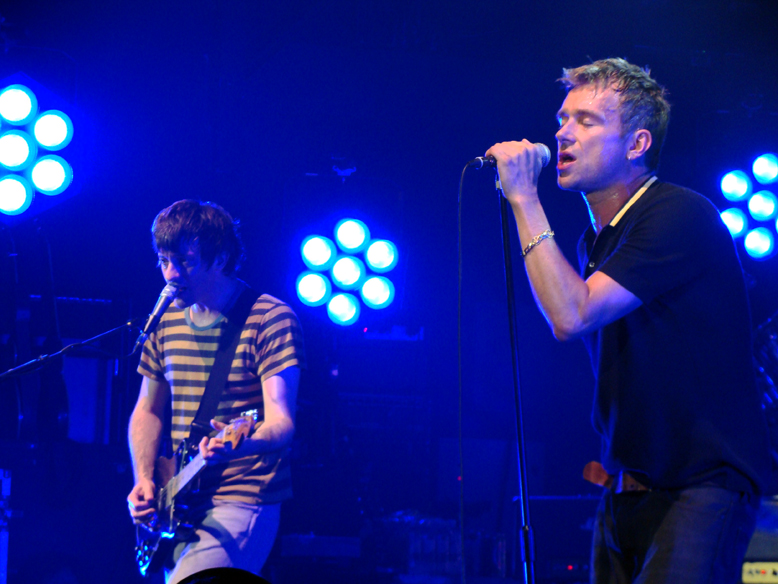
Алберн і Коксон з Blur, 2009 рік

У 1988 році Алберн записався на заочний музичний курс у лондонському Голдсмітському коледжі, стверджуючи, що його єдиним наміром було отримати доступ до студентського профспілкового бару. Алберн грав у групі Circus разом із Коксоном і барабанщиком Дейвом Роунтрі. Алекс Джеймс, однокурсник з Голдсмітського коледжу, згодом приєднався до гурту як басист. У грудні 1988 року гурт змінив назву на Seymour, натхненний романом Селінджера «Сеймур: Вступ». У березні 1990 року, змінивши назву на Blur, гурт підписав контракт з лейблом Food Records.
У жовтні 1990 року Blur випустили свій перший сингл «She's So High», який досяг 48 місця в UK Singles Chart. Гурт мав проблеми зі створенням наступного синглу, але досягнув прогресу в парі з продюсером Стівеном Стрітом. Сингл «There's No Other Way» став хітом, посівши восьму сходинку чарту. В результаті успіху синглу, Blur стали поп-зірками і були прийняті в кліку гуртів, які відвідували лондонський клуб Syndrome, що отримав назву «Сцена, що святкує себе». Запис дебютного альбому гурту був ускладнений тим, що Алберну доводилося писати свої тексти в студії. Хоча альбом Leisure посів сьоме місце в UK Albums Chart, він отримав змішані відгуки і, за словами журналіста Джона Гарріса, «не зміг позбутися запаху антиклімаксу». Відтоді Алберн називав Leisure «жахливим».

#### Епоха бритпопу
Виявивши, що вони заборгували 60 000 фунтів стерлінгів, Blur вирушили в турне по США в 1992 році, намагаючись відшкодувати свої збитки. Під час двомісячного американського турне Алберн з гуртом ставали все нещаснішими, сумуючи за домівкою, і почали писати пісні, які «створювали англійську атмосферу». Blur зазнали ідеологічних та іміджевих змін, які мали на меті показати їхню англійську спадщину на противагу популярності американських ґрандж-гуртів, таких як Nirvana. Хоча менеджер Балф скептично ставився до нового маніфесту Алберна, він дав згоду на вибір Енді Партріджа з гурту XTC для продюсування наступного альбому. Сесії з Партриджем виявилися незадовільними, але випадкове возз'єднання зі Стівеном Стрітом призвело до того, що він повернувся до продюсування гурту.
Другий альбом Blur, Modern Life Is Rubbish, вийшов у травні 1993 року і посів 15-те місце в британському чарті, але не потрапив до американського Billboard 200, розійшовшись тиражем лише 19 000 копій. Попри погані результати альбому, Алберн був задоволений напрямком розвитку гурту і багато писав для наступного альбому Blur. Parklife вийшов у 1994 році і відродив комерційні успіхи Blur, а перший сингл альбому, «Girls & Boys» у стилі диско, отримав схвальні відгуки критиків і потрапив до чартів. Альбом потрапив до британських чартів на першу сходинку і залишався там протягом 90 тижнів. З ентузіазмом зустрінутий музичною пресою, Parklife вважається одним з визначальних записів брит-попу. Blur отримали чотири нагороди на церемонії Brit Awards 1995 року, як найкращий британський гурт, найкраще британське відео та британський альбом року Parklife. Пізніше Коксон вказав на Parklife як на момент, коли «Blur перетворився з альтернативного, лівого мистецького гурту на дивовижну нову поп-сенсацію». Однак Алберну було некомфортно від слави, і він страждав від панічних атак.
На початку 1995 року Blur розпочали роботу над четвертим альбомом The Great Escape. Спираючись на попередні два альбоми гурту, тексти пісень Алберна для альбому складалися з кількох розповідей від третьої особи. Джеймс згадував: «Все було складнішим, більш оркестровим, театральнішим, а тексти пісень були ще більш закрученими… Це все були дисфункціональні, невдалі персонажі, які лажали». Вихід першого синглу альбому «Country House» зіграв свою роль у публічному суперництві Blur з манчестерським гуртом Oasis, названому «Битвою за бритпоп». Частково через зростаючий антагонізм між групами, Blur і Oasis вирішили випустити свої нові сингли в один день, і NME назвав цю подію «Чемпіонатом Британії у важкій вазі». Дебати про те, який гурт очолить британський хіт-парад синглів, стали медіа-феноменом, а Алберн з'явився у програмі News at Ten. Наприкінці тижня «Country House» випередив «Roll With It» Oasis (274 000 копій проти 216 000), ставши першим синглом номер один для Blur.
Альбом The Great Escape вийшов у вересні 1995 року і отримав позитивні відгуки, посівши перше місце в хіт-параді Великобританії. Однак думка швидко змінилася, і Blur опинилися великою мірою в немилості у ЗМІ. Музичний оглядач BBC Music Джеймс МакМахон згадував, що «критична ейфорія» навколо альбому тривала «приблизно стільки, скільки знадобилося видавцям, щоб усвідомити, що Oasis, ймовірно, змінить більше журналів для них». Після світового успіху альбому Oasis (What's the Story) Morning Glory? ЗМІ жартували, що Blur «виграли битву, але програли війну». Blur стали сприймати як «неавтентичний поп-гурт середнього класу» у порівнянні з «героями робітничого класу» Oasis, що, за словами Алберна, змусило його відчути себе «дурним і розгубленим». Басист Джеймс сказав: «Після того, як Деймон став народним героєм, він на короткий час став народним мудаком … по суті, він був невдахою — дуже публічно.» У New Statesman Стюарт Маконі зазначив: «З Алберна … насміхалися як з шикарного хлопчика бритпопу, хоча насправді він ходив до загальноосвітньої школи в Ессексі, а його сім'я була лише злегка богемною. У наш час він був би однозначно „нижче сходами“».

#### Пост-бритпоп і перерва
На початку 1996 року в інтерв'ю для Q повідомлялося, що відносини між учасниками Blur стали напруженими; журналіст Адріан Дівой писав, що знайшов їх «на межі нервового зриву». Коксон, зокрема, почав ображатися на своїх товаришів по групі і, відкидаючи естетику бритпопу, почав слухати галасливі американські альтернативні рок-гурти, такі як Pavement. Алберн почав цінувати смаки Коксона в лоу-фай і андеграундній музиці, і визнав необхідність знову змінити музичний напрямок Blur. «Я можу сидіти за фортепіано і писати блискучі спостережливі поп-пісні цілими днями, але треба рухатися далі», — сказав він, і вирішив надати Коксону більше творчого контролю над їхнім новим альбомом. У цей період Алберн відвідав Ісландію: «У дитинстві мені постійно снився пляж із чорним піском. І одного туманного, ледачого дня [сміється] я дивився телевізор і побачив програму про Ісландію, і там були чорні пляжі. Тож я сів у літак… Я був сам по собі. Я нікого не знав. Я вийшов на вулицю Лаугавегур, де є бари, і все».
Після перших сесій у Лондоні гурт поїхав записувати решту альбому до Ісландії, подалі від бритпоп-сцени. Результатом став Blur — п'ятий студійний альбом гурту, що вийшов у лютому 1997 року. Хоча музична преса передбачала, що звукові експерименти в стилі lo-fi відштовхнуть фан-базу дівчат-підлітків Blur, вони загалом оцінили зусилля гурту. Вказуючи на такі тексти, як «Look inside America / She's alright», відзначаючи «обов'язковий кивок Алберна в бік Бека, і „просування“ нового альбому Pavement так, ніби йому за це заплатили», рецензенти вважали, що за цей час гурт прийняв американські цінності, що було характерно для їхнього ставлення до бритпопу. Попри крики про «комерційне самогубство», альбом і його перший сингл «Beetlebum» дебютували на першому місці у Великій Британії. Хоча альбом не зміг зрівнятися з продажами їхніх попередніх альбомів у Сполученому Королівстві, Blur став найуспішнішим гуртом на міжнародному рівні, особливо в США, чому сприяв успішний сингл «Song 2». Після успіху Blur гурт вирушив у дев'ятимісячне світове турне.

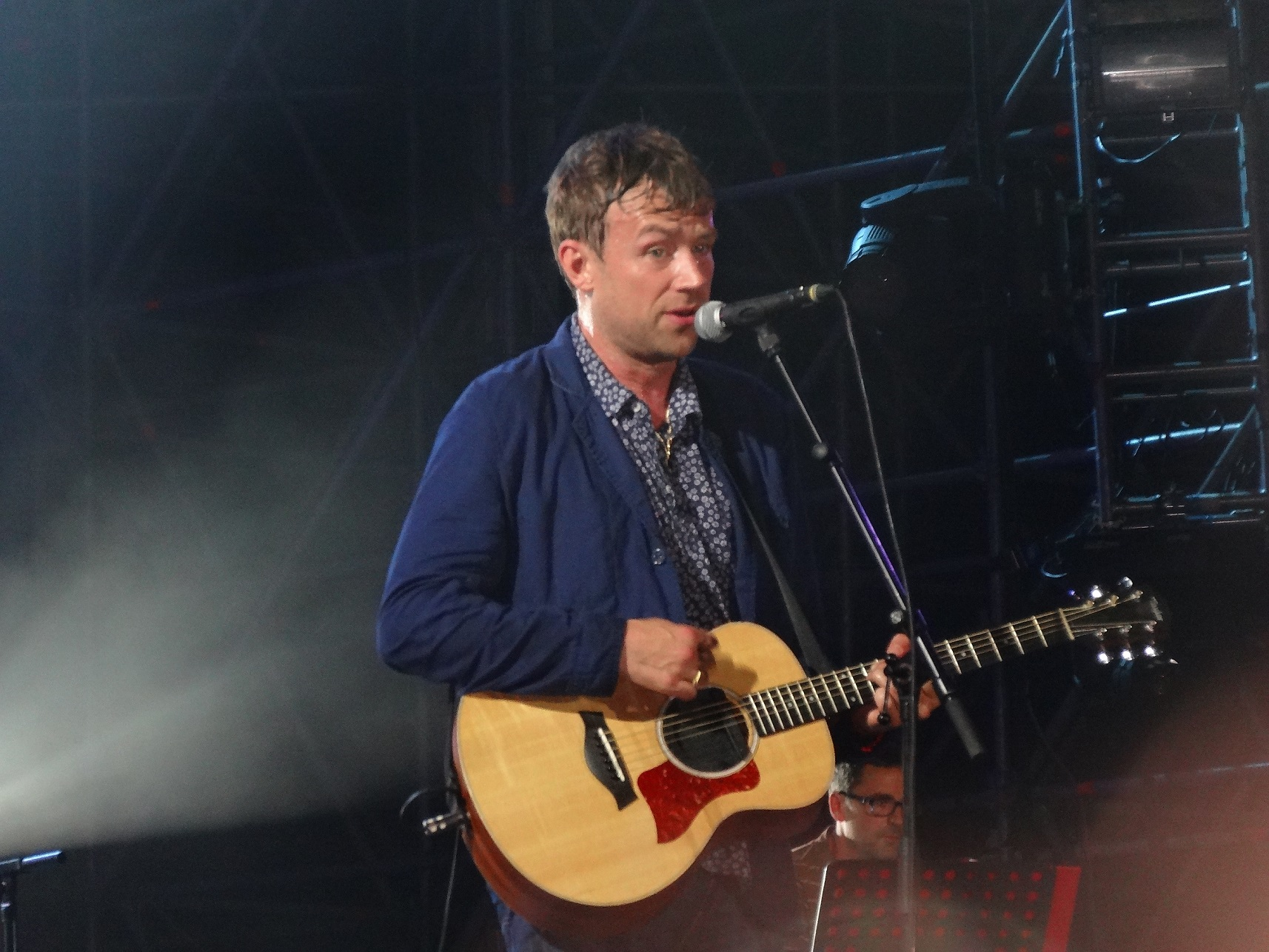
Деймон з Blur. Рим, 2013

Шостий студійний альбом Blur 13, що вийшов у березні 1999 року, звучав ще більш віддалено від бритпопу. Тексти пісень Алберна — більш проникливі, особисті та інтимні, ніж у попередніх релізах — відображали його розрив з фронтвумен Elastica Джастін Фрішманн, його партнеркою протягом восьми років. Запис наступного альбому Blur розпочався у Лондоні в листопаді 2001 року. Невдовзі після початку запису Коксон покинув гурт. Коксон заявив, що «не було ніяких розбіжностей» і «гурт просто визнав, що нам потрібен час для відпочинку». Think Tank, що вийшов у травні 2003 року, був наповнений атмосферними, задумливими електронними звуками, з простішими гітарними партіями Алберна, і значною мірою покладався на інші інструменти, які замінили Коксона. Відсутність гітариста також означала, що Think Tank був написаний переважно Деймоном. Його звучання вважалося свідченням зростаючого інтересу Алберна до африканської та близькосхідної музики і його контролю над напрямком гурту. Think Tank став ще одним британським № 1 і досяг найвищої позиції Blur у США — № 56. Альбом також був номінований на найкращий альбом на Brit Awards 2004 року.

#### Возз'єднання
У грудні 2008 року Blur оголосили, що возз'єднаються для концерту в лондонському Гайд-парку 3 липня 2009 року. Через кілька днів гурт додав другу дату — 2 липня. Також було оголошено про серію попередніх червневих концертів, які завершилися на арені Manchester Evening News 26-го числа. Всі концерти були добре прийняті; музичний критик The Guardian Алексіс Петрідіс оцінив їх виступ у Голдсмітському коледжі на п'ять зірок і написав, що «музика Blur, здається, посилилася з плином років … вони звучать одночасно більш несамовито і панково, а також більш нюансовано і дослідницьки, ніж на піку своєї слави». 28 червня Blur стали хедлайнерами фестивалю Ґластонбері, на якому зіграли вперше з моменту свого першого виступу в 1998 році. Відгуки про виступ на Ґласто були захопленими; The Guardian назвав їх «найкращими хедлайнерами Ґластонбері за всю історію».
Гурт випустив свій другий альбом найкращих хітів Midlife: A Beginner's Guide to Blur у червні 2009 року. Після завершення реюніону Алберн сказав Q, що гурт не має наміру більше записуватись і гастролювати наживо. Він сказав: «Я просто більше не можу цього робити», і пояснив, що головною мотивацією участі у возз'єднанні було налагодження стосунків з Коксоном, і що йому вдалося.
У січні 2010 року на екрани кінотеатрів вийшов документальний фільм про гурт No Distance Left to Run, а через місяць — на DVD. Стрічка була номінована на 53-ю церемонію вручення премії Ґреммі як «найкраще повнометражне музичне відео», що стало першою номінацією Blur на Ґреммі. У квітні 2010 року Blur випустили свій перший з 2003 року новий запис «Fool's Day» у рамках заходу Record Store Day у вигляді вінілової платівки, тираж якої був обмежений до 1000 примірників, а згодом він був доступний для безкоштовного завантажування на сайті гурту.
У лютому 2012 року Blur були удостоєні нагороди «Видатний внесок у музику» на церемонії Brit Awards 2012. Пізніше того ж місяця Алберн і Коксон представили наживо новий спільний трек «Under the Westway». На початку того ж року Blur зібрались у студії для запису матеріалу для нового альбому, але в травні продюсер Вільям Орбіт повідомив NME, що Деймон призупинив запис. 2 липня Blur випустили два сингли «The Puritan» і «Under the Westway». У серпні того ж року Blur стали хедлайнерами шоу в Гайд-парку на церемонії закриття Літніх Олімпійських ігор 2012 року, за яким послідувало світове турне наступного року. 19 лютого 2015 року Blur оголосили в соціальних мережах, що 27 квітня вони випустять свій восьмий студійний альбом під назвою The Magic Whip, перший альбом Blur за 12 років і перший за 16 років в оригінальному складі.

### Gorillaz
Алберн і Джеймі Хьюлетт познайомилися у 1990 році, коли Коксон, шанувальник творчості Х'юлетта, попросив його взяти інтерв'ю у Blur. Інтерв'ю було опубліковано в журналі Deadline, де друкувався комікс Х'юлетта «Tank Girl». Спочатку Х'юлетт вважав Алберна «придурком і дрочером», і, попри те, що він став одним із знайомих гурту, Х'юлетт часто не ладнав з його учасниками, особливо після того, як він почав зустрічатися з колишньою дівчиною Коксона, Джейн Олівер. Тим не менш, Алберн і Х'юлетт почали ділити квартиру на Вестборн-Гроув у Лондоні в 1997 році. Х'юлетт нещодавно розлучився з Олівер, а Алберн перебував на межі розриву своїх широко розрекламованих стосунків із Фрішманн.
Ідея створити Gorillaz виникла, коли вони дивилися MTV: «Якщо дивитися MTV занадто довго, це схоже на пекло — там немає нічого суттєвого. Так у нас виникла ідея створити мультиплікаційний гурт, який би став коментарем до цього», — сказав Х'юлетт. Музика гурту є результатом співпраці різних музикантів, єдиним постійним учасником якої є Алберн, і включає в себе впливи альтернативного року, бритпопу, дабу, хіп-хопу та поп-музики. У 2001 році однойменний дебютний альбом гурту розійшовся накладом понад сім мільйонів копій і містив такі хіти, як «19-2000» та «Clint Eastwood», завдяки чому гурт потрапив до Книги рекордів Гіннеса як найуспішніший віртуальний гурт.

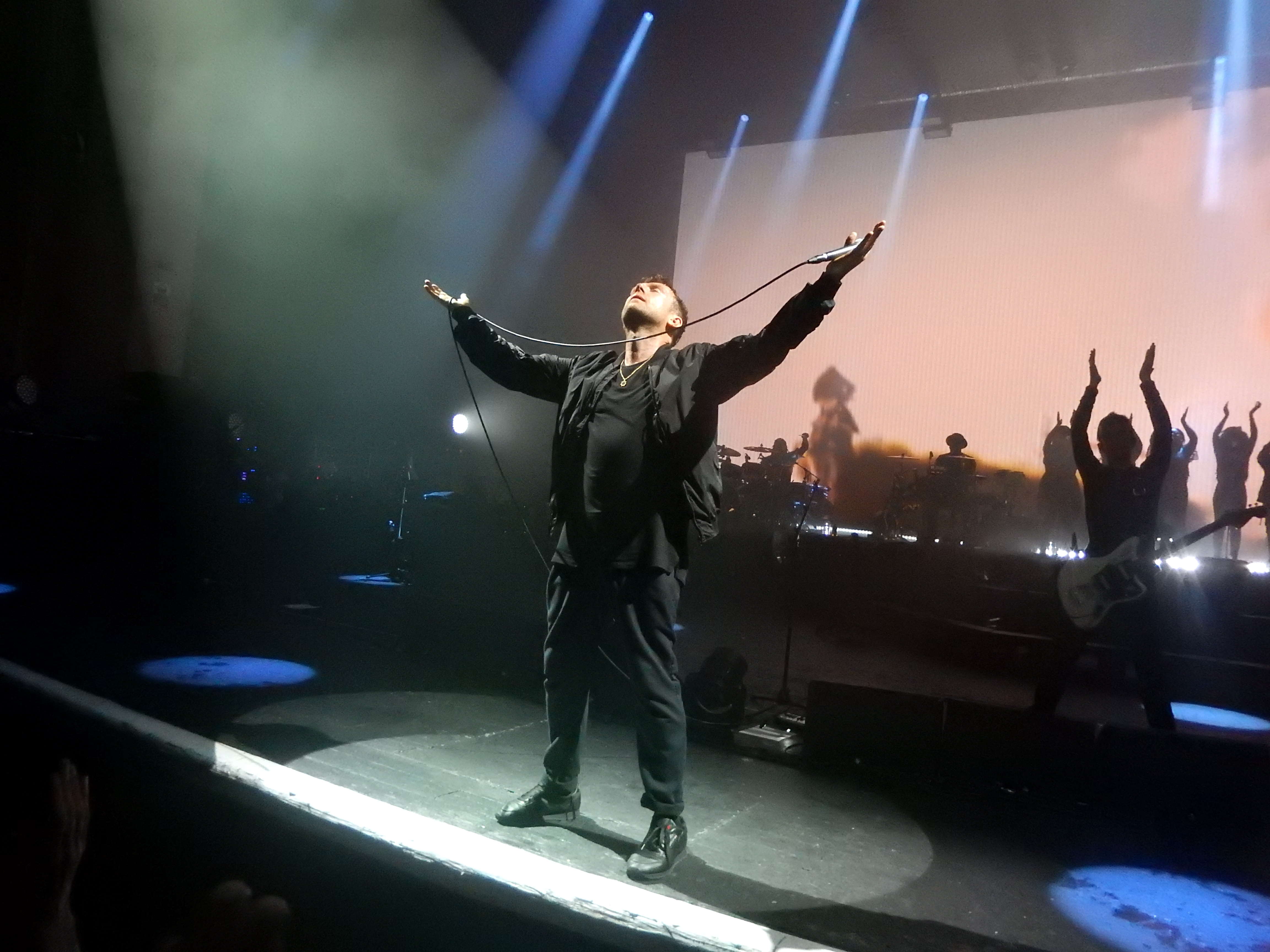
Алберн на сцені Brixton Academy з Gorillaz. Лондон, 2017

Другий студійний альбом Gorillaz Demon Days вийшов у 2005 році і включав сингли «Feel Good Inc.», «Dare», «Dirty Harry», «Kids with Guns» і «El Mañana». Demon Days став п'ять разів платиновим у Великій Британії, двічі платиновим у США, отримав п'ять номінацій на премію Ґреммі за 2006 рік і виграв одну з них у категорії «Найкраща поп-колаборація з вокалом». Сукупний продаж альбомів Gorillaz і Demon Days до 2007 року перевищив 15 мільйонів альбомів. На початку 2010 року Gorillaz випустили свій третій студійний альбом Plastic Beach, який отримав високу оцінку. У грудні 2010 року гурт випустив альбом The Fall, записаний за 32 дні під час північноамериканського турне.
В інтерв'ю 2012 року Алберн говорив про малоймовірність будь-яких майбутніх релізів Gorillaz; його стосунки з Х'юлеттом зіпсувалися, коли Деймон вирішив применшити роль анімації в їхньому світовому турі Escape to Plastic Beach. Пізніше Алберн відкликав цю заяву, заявивши: «Коли ми з Джеймі вирішимо наші розбіжності, я впевнений, що ми запишемо ще один альбом». 23 березня 2017 року був анонсований п'ятий студійний альбом Gorillaz, Humanz; він вийшов у світ 28 квітня 2017 року. Шостий альбом Gorillaz, The Now Now, був анонсований 31 травня 2018 року і вийшов 29 червня 2018 року. У 2020 році Gorillaz розпочали проєкт під назвою Song Machine, в рамках якого нові пісні виходили щомісяця у вигляді «епізодів». Перші дев'ять епізодів були зібрані разом з іншими піснями в сьомий студійний альбом Gorillaz, Song Machine, Season One: Strange Timez, який вийшов 23 жовтня 2020 року і отримав позитивні відгуки. Планувався другий сезон Song Machine, але згодом він був скасований.. 31 серпня 2022 року був анонсований восьмий студійний альбом гурту, Cracker Island, який вийшов 24 лютого 2023 року.

### Сольна кар'єра та сайд-проєкти
У 2002 році Алберн випустив альбом Mali Music, записаний у Малі під час поїздки, яку він здійснив на підтримку Оксфам у 2000 році. Він відвідав Нігерію, щоб записати музику з нігерійським барабанщиком Тоні Алленом.
У 2003 році Алберн випустив міні-альбом Democrazy, компіляцію демозаписів, які він записав у різних готельних номерах під час американської частини туру Think Tank.
Алберн співпрацював з продюсерами Dan the Automator, XL Recordings, Richard Russell & Rodaidh McDonald, Jneiro Jarel, DJ Darren Cunningham aka Actress, Marc Antoine, Alwest, Remi Kabaka Jr, Totally Enormous Extinct Dinosaurs та Kwes в рамках свого тижневого візиту до Кіншаси, для запису альбому Kinshasa One Two, який вийшов у 2011 року. Всі кошти від запису були направлені на підтримку роботи Oxfam в Демократичній Республіці Конго.
У 2013 році вийшов альбом Maison Des Jeunes для проєкту Алберна Africa Express. 2014 року Алберн виконав вокальну партію у пісні «Go Back» Тоні Аллена.
У 2013 році в інтерв'ю Rolling Stone Алберн оголосив, що його майбутній сольний альбом буде продюсувати Річард Рассел з XL Recordings. Він також сказав, що поїде з альбомом у турне, і що гратиме пісні з усіх своїх гуртів, включаючи Blur і Gorillaz. Дебютний сольний альбом Деймона, Everyday Robots, вийшов 25 квітня 2014 року і отримав загалом позитивні відгуки. Альбом посів 2-е місце в чартах Великобританії і був представлений п'ятьма синглами: «Everyday Robots», «Lonely Press Play», «Hollow Ponds», «Mr Tembo» і «Heavy Seas of Love». Альбом був номінований на премію Mercury Prize 2014 року як найкращий альбом.
У червні 2021 року лейбл Transgressive Records оголосив, що підписав контракт з Алберном і випустить його другий сольний альбом, після чого Деймон оприлюднив назву The Nearer the Fountain, More Pure the Stream Flows і дату релізу — 12 листопада.

#### The Good, the Bad & the Queen

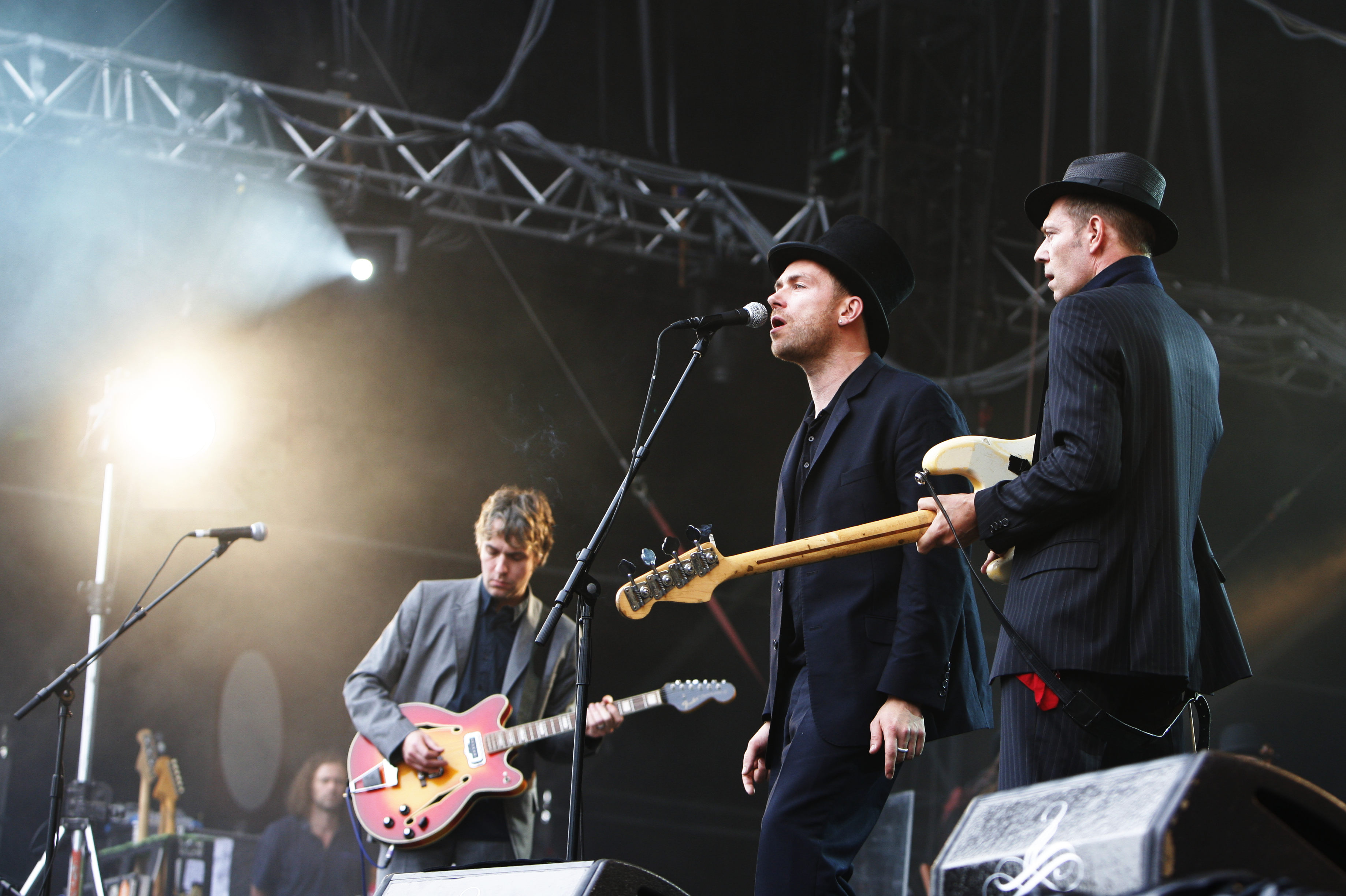
Алберн під час виступу з The Good, the Bad & the Queen, 2007

У травні 2006 року ЗМІ повідомили, що Алберн працює з Danger Mouse над своїм першим альбомом, з гуртом представленим, як The Good, the Bad & the Queen. У записі альбому взяли участь Пол Сімонон, Саймон Тонг і Тоні Аллен. Альбом був визнаний найкращим альбомом на церемонії MOJO Awards 18 червня 2007 року.
Перший сингл гурту, «Herculean», вийшов наприкінці жовтня 2006 року і посів 22 місце в UK Singles Chart. Другий сингл, «Kingdom of Doom», і дебютний альбом гурту вийшли в січні 2007 року. Цей сингл мав трохи кращі успіхи, ніж «Herculean», досягнувши 20-го місця, тоді як альбом посів 2-е місце в UK Albums Chart і став золотим протягом першого тижня після виходу у Великій Британії. «Green Fields» вийшов третім синглом з альбому у квітні 2007 року, трохи не дотягнувши до 50-ки найкращих. 27 квітня 2008 року The Good, the Bad & the Queen стали хедлайнерами карнавалу Love Music Hate Racism Carnival у Вікторія-парку, де вони представили на сцені кількох гостей, включаючи колишнього клавішника The Specials Джеррі Даммерса. Даммерс також працював з сирійським репером і другом Есламом Джаваадом над піснею «Mr. Whippy», хоча пісня не увійшла до альбому, вона є бі-сайдом на синглі «Herculean».

#### Rocket Juice and the Moon
Rocket Juice & the Moon — це назва сайд-проєкту Алберна за участі басиста Red Hot Chili Peppers Флі та легенди афробіту Тоні Аллена. Алберн заявив, що він не несе відповідальності за назву; хтось у Лагосі розробив дизайн обкладинки, і вона отримала таку назву. Алберн стверджував, що він задоволений результатом, оскільки йому важко придумувати назви для гуртів. Вперше гурт виступив разом 28 жовтня 2011 року в місті Корк, Ірландія, в рамках щорічного джазового фестивалю Cork Jazz Festival. Вони виступали під назвою Another Honest Jon's Chop Up! Їхній дебютний альбом вийшов 26 березня 2012 року.

#### Інші проєкти
У 1998 році Алберн і Майкл Наймен записали пісню «London Pride» для триб'ют-альбому «Twentieth-Century Blues»: The Songs of Noël Coward, патріотичну пісню, написану Ноелем Ковардом навесні 1941 року під час Бліцу.
Співпраця з Террі Голлом у 1994—2003 роках: Часто згадуючи Холла як одного з тих, хто вплинув на нього в ранньому дитинстві, Алберн і Голл продовжували дружити протягом багатьох років. Вони неодноразово співпрацювали, в тому числі над міні-альбомом Террі The Rainbows, в якому Алберн у співавторстві з Голлом написав головну пісню «Chasing A Rainbow». Пізніше, на другому сольному альбомі Голла Laugh, що вийшов 1997 року, вони написали пісні «For The Girl» і «A Room Full Of Nothing». Голл також співав на позаальбомному треку «911» гурту Gorillaz; вони обидва виконували вокальні партії на «Lil' Dub Chefin'» Spacemonkeyz vs Gorillaz, як в альбомній, так і в сингловій версії. 2003 року Голл і Муштак Омар Уддін випустили альбом The Hour of Two Lights, в якому Алберн став співавтором і співаком треку «Ten Eleven». Альбом також вийшов на лейблі Алберна Honest Jon's Records у Великобританії.
У 2003 році Алберн працював з гаражним рок-гуртом The Strokes над їхнім альбомом Room on Fire. Продюсер Гордон Рафаель стверджував, що Деймон експериментував з бек-вокалом на цьому альбомі. Зрештою, однак, внесок Алберна не увійшов до платівки. «Ну, я думаю, що пісні просто ідеальні такими, якими вони є», — заявив Деймон. Того ж року він виконав «Fashion» наживо з Девідом Бові.
Алберн записав бек-вокал до пісень «FM» на альбомі Squire for Hire Нейтана Хейнса і «Small Time Shot Away» на альбомі 100th Window гурту Massive Attack, які вийшли у 2003 році, проте в обох треках авторство було приписано фронтмену Gorillaz 2-D. Також а альбомі Massive Attack Heligoland 2010 року, він заспівав у треку «Saturday Come Slow» і зіграв на клавішних у треку «Splitting the Atom».
Алберн також продюсував двадцять сьомий студійний альбом соул-співака Боббі Вомака The Bravest Man in the Universe, що вийшов 2012 року і виступав з Вомаком на фестивалі Ґластонбері 2013 року.
У 2016 році Алберн з'явився на студійному альбомі De La Soul And the Anonymous Nobody… у пісні «Here in After». Раніше Деймон співпрацював з групою на альбомах Gorillaz Demon Days, Plastic Beach і Humanz над піснями «Feel Good Inc», «Superfast Jellyfish» і «Momentz» відповідно.
У 2017 році Деймон Алберн заспівав з Алексом Кроссаном (Mura Masa) на «Blu», останньому треку їхнього дебютного альбому.

### Робота в кіно, театрі та саундтреки
«Closet Romantic» увійшла до саундтреку до фільму На голці разом із раннім записом Blur «Sing» з їхнього дебютного альбому. Алберн написав музику до фільму Хижак 1999 року у співавторстві з Майклом Найменом і був номінований на премію Сатурн за найкращу музику до цієї стрічки.
У своїй першій великій спільній роботі після Gorillaz Алберн і Хьюлетт разом з відомим китайським режисером театру і опери Чен Ши-Чженом адаптували для сцени китайську історію Подорож на Захід — Monkey: Journey to the West, світова прем'єра якої відбулася 28 червня 2007 року на відкритті Манчестерського міжнародного фестивалю в театрі «Палас» у Манчестері.
У співпраці з театральним режисером Руфусом Норрісом Алберн створив оперу для Манчестерського міжнародного фестивалю 2011 року, засновану на житті вченого Джона Ді, під назвою Dr Dee.
Алберн записав музику до фільму за книгою «Хлопчик у дубі» («The Boy in the Oak»), яку написала його сестра, Джессіка Алберн. Фільм був запланований до показу навесні 2011 року у вибраних кінотеатрах.
У 2014 році Алберн записав пісню «Sister Rust» до саундтреку науково-фантастичного фільму Люсі.
Алберн разом з Руфусом Норрісом і Мойрою Буффіні написав музику до мюзиклу за мотивами Аліси у Дивокраї під назвою Wonder.land, офіційна прем'єра якого відбулася на Манчестерському міжнародному фестивалі 29 червня 2015 року.
Алберн надав пісню для фільму «Білі каски»(The White Helmets) під назвою «Crashing Down»; покинутий трек, який спочатку планувався для альбому Gorillaz Plastic Beach.

### The Heavy Seas
Концертний гурт Алберна нає назву The Heavy Seas, до його складу входять гітарист Сей, барабанщик Паулі the PSM, гітарист Джефф Вуттон і Майк Сміт на клавішних. За винятком барабанщика Паулі, всі учасники гурту грали на концертах з Gorillaz.

## Акторські виступи
Алберн знявся у фільмі Антонії Берд Обличчя 1997 року разом з Реєм Вінстоном і Робертом Карлайлом. Деймон також знявся у фільмі Гунара Карлссона Anna and the Moods 2007 року разом з Террі Джонсом і Б'єрк. Алберн зіграв партію «Bull» у п'єсі Джо Ортона Up Against It, що вийшла на Радіо 4 у 1998 році і була написана для трансляції The Beatles.

## Особисте життя
Протягом 1990-х років Алберн мав тривалі стосунки з фронтвумен гурту Elastica Джастін Фрішманн. Ці стосунки глибоко вплинули на його пісенну творчість, зокрема на альбомі Blur (1997) у треку «Beetlebum», який присвячений їхньому досвіду з героїном, і на низці треків на альбомі 13 (1999), таких як «Tender» і «No Distance Left to Run», які присвячені їхньому розриву в 1998 році.
2 жовтня 1999 року художниця Сьюзі Вінстенлі народила їхню доньку Міссі, названу на честь хіп-хоп виконавиці Міссі Елліотт. Алберн описав становлення батьком як «спостереження життєвої сили».
Припускають, що Алберн і Вінстенлі розлучилися у 2023 році, причому рецензенти помітили натяки на розрив у текстах дев'ятого студійного альбому Blur The Ballad of Darren (2023). Алберн відмовився уточнити, чи пов'язані ці тексти з його стосунками з Вінстенлі, проте в інтерв'ю для Paris Match він заявив, що пережив важкий розрив протягом останніх кількох місяців, не називаючи нікого поіменно.
У 2006 році Алберн отримав почесний ступінь магістра мистецтв в Університеті Східного Лондона, сказавши, що «було дуже приємно здобути нагороду від установи, в якій працював мій батько і яку я, будучи дитиною, уявляв собі як велику будівлю, в якій багато цікавих людей».
У 2015 році Алберн став офіцером Ордену Британської імперії (OBE) у списку новорічних нагород Королеви від 31 грудня, яким нагороджуються британські громадяни за досягнення в суспільному житті та заслуги перед Сполученим Королівством.
У 2016 році Алберн, давній прихильник музики західноафриканської країни Малі, отримав титул «Місцевий король», а на південь від Бамако його ім'ям була названа школа музики і танців.
У 2020 році Деймон Алберн отримав ісландське громадянство. Він відвідував країну в середині 90-х для запису, а також для відпусток, а згодом купив будинок у Рейк'явіку.
Алберн живе зі своєю сім'єю в лондонському районі Ноттінг-Гілл. У нього також є будинок у Девоні. Деймон є вболівальником футбольного клубу Челсі.

### Благодійність
Алберн був активним прихильником різних благодійних організацій та філантропічних заходів протягом усієї своєї кар'єри музиканта і брав участь у створенні різних благодійних альбомів та синглів. DRC Music, колектив, створений Деймоном, випустив свій дебютний благодійний альбом Kinshasa One Two, з якого всі кошти були передані Оксфам. Алберн також створив колектив з басистом Red Hot Chili Peppers Флі, гітаристом Yeah Yeah Yeahs Ніком Зіннером та фронтменом Franz Ferdinand Алексом Капраносом, щоб записати благодійний сингл, гроші від якого також були передані організації Оксфам. У 2013 році Деймон разом з колегою по групі Blur Гремом Коксоном виступив наживо з колишнім «суперником» Ноелем Галлахером з Oasis і Полом Веллером з The Jam, щоб зіграти сингл Blur 1999 року «Tender» на підтримку Teenage Cancer Trust.

## Політика та активізм
У 2005 році Алберн, серед інших, розкритикував концерт London Live 8 за те, що на ньому не було достатньо темношкірих виконавців; серед небагатьох, кого запросили, були Ms. Dynamite, Snoop Dogg та Юссу Н'Дур. Зрештою, організатори додали до програми окремий концерт в Проєкт Едем в Корнуоллі, щоб показати африканських музикантів. Алберн сказав, що не хотів виступати на Live 8, тому що вважав його занадто «ексклюзивним» і, можливо, був мотивований саморекламою.
Алберн виступає з різкою критикою культури знаменитостей, кажучи: «Нам потрібно демонтувати дуже важливі частини нашої культури і по-справжньому переглянути їх. Я вважаю, що потрібно почати зі знаменитостей… Ви повинні негайно позбутися таких речей, як „Х-фактор“».
Алберн був активним критиком виходу Сполученого Королівства з Європейського Союзу, називаючи його «неправильним» і кажучи, що «для мене це не має жодного сенсу». Деймон підписав редакційну статтю 2018 року, в якій виступав за «Громадянські збори» для вирішення парламентського глухого кута щодо умов Брекзиту. Деймон заявив, що альбом Good, the Bad & the Queen Merrie Land (2018) був натхненний Брекзитом і його реакцією на нього.
Алберн був активним прихильником прав палестинців, скасувавши концерти в Ізраїлі після рейду флотилії в Газу в 2010 році і зігравши концерт на гала-вечері «Лейбористські друзі Палестини та Близького Сходу» в 2014 році.

### Антивоєнний активізм
Алберн є антивоєнним, його погляди поділяють інші члени його сім'ї, включаючи його діда Едварда Алберна, який помер під час голодування у 2002 році.
У листопаді 2001 року, невдовзі після вторгнення в Афганістан у відповідь на теракти 11 вересня, у Франкфурті відбулася церемонія нагородження MTV Europe Music Awards, на якій гурт Gorillaz отримав нагороди за найкращу пісню і найкращий танець. Коли Алберн і Джеймі Х'юлетт вийшли на сцену, щоб виголосити промову після отримання останньої нагороди, Деймон був одягнений у футболку з логотипом Кампанії за ядерне роззброєння. У своїй промові він сказав: «Отже, до біса музику. Послухайте. Подивіться на цей символ, [вказуючи на футболку] це символ Кампанії за ядерне роззброєння. Бомбардування однієї з найбідніших країн світу — це неправильно. У вас є голос, і ви повинні зробити все, що можете, щоб зупинити це, добре?»
У 2002 році Ірак опинився під загрозою вторгнення коаліції, до якої входили США та Велика Британія. Опозиція з боку громадськості призвела до протестів, організованих низкою організацій. Алберн виступив проти вторгнення.
Алберн об'єднався з Робертом Дель Наджа з Massive Attack і співпрацював з Коаліцією «Стоп війні», Кампанією за ядерне роззброєння і Мусульманською асоціацією Британії для організації кампаній з підвищення обізнаності про потенційну небезпеку участі Великої Британії у війні. Це включало витрату 15 000 фунтів стерлінгів на антивоєнну рекламу, яка з'явилася в NME і містила цитати Тоні Бенна і колишнього генерального прокурора США Ремсі Кларка.
Алберн розповів, що спочатку багато людей, яких він знав, були проти війни в Іраку, не хотіли займати позицію: «Чесно кажучи, коли ми з Робертом Дель Наджа почали активно виступати перед війною, було дуже важко знайти когось, хто б підтримав нас. Я не хочу називати імена, бо це люди, яких я поважаю, але вони чомусь дуже стримано ставилися до того, щоб бути з нами. Багато людей, які зараз асоціюються з антивоєнною позицією, на той момент, здається, не були готові до цього».
Алберн мав виступити з промовою в Гайд-парку на мітингу в лютому 2003 року, коли мільйон людей вийшли на вулиці Лондона на знак протесту проти неминучої війни. Пізніше Деймон розповів, що у нього виник «образ мого дідуся в капцях, який читає газету, знаючи, що його онук був причетний до того, у що він вклав так багато свого життя», і він «став надто емоційним». Він також заявив, що «це, очевидно, був не найкращий момент, щоб опинитися в такому стані, коли ти стоїш на чолі найбільшого маршу миру в історії цієї країни».
Алберн також був присутній на протесті в листопаді, де він прокоментував різноманітність присутніх людей, сказавши, що «він представляє всіх. Це голос нашої демократії, і саме тому до нас повинні прислухатися».

## Дискографія
Сольні альбоми
- Everyday Robots (2014)
- The Nearer the Fountain, More Pure the Stream Flows (2021)

Спільні альбоми
- Mali Music (2002)
- The Good, the Bad & the Queen (2007) (з The Good, the Bad & the Queen)
- Kinshasa One Two (2011) (в рамках DRC Music)
- Rocket Juice & the Moon (2012) (з Флі та Тоні Алленом в рамках «Rocket Juice and the Moon»)
- Maison Des Jeunes (2013) (в рамках Africa Express)
- In C Mali (2014) (в рамках Africa Express)
- The Orchestra of Syrian Musicians and Guests (2016) (з Africa Express)
- Merrie Land (2018) (з The Good, the Bad & the Queen)
- Molo (EP) (2019) (з Africa Express)
- Egoli (2019) (з Africa Express)